# Kred
Kred – wieś w Słowenii, w gminie Kobarid. W 2018 roku liczyła 132 mieszkańców.